# Franco Oneta
Franco Oneta (Casalbuttano, 23 novembre 1934 – Castiglione delle Stiviere, 11 gennaio 2016) è stato un fumettista italiano.

## Biografia
Di modeste origini, scopre a 11 anni l'attitudine al disegno grazie a un concorso indetto dalla testa de Il Vittorioso. Durante i corsi per l'avviamento professionale, inizia a disegnare le prime storie e gli viene consigliato di fare studi artistici; entra così nello studio del pittore Enrico Felisari, a Castelleone e invia disegni ad alcuni editori venendo poi contattato dall'editore Pasquale Giurleo di Milano, per cui inizia a lavorare all'età di 15 anni disegnando il personaggio di Trottolo, realizzandone anche le sceneggiature, il personaggio in seguito verrà ripreso dall'editore Renato Bianconi con il nome di Trottolino. A seguito della morte di Giurleo, continua la sua formazione artistica con corsi serali di disegno, fino a quando non viene chiamato a svolgere il servizio militare. Dalla metà degli anni cinquanta e fino alla metà degli anni sessanta, collabora con il S. Antonio e i fanciulli di Padova, ideando nuove serie di personaggi umoristici (Anacleto, Pallino, Giuggiola e Lenticchia, Spiritello e Robin Poot) e realizzando una trasposizione a fumetti de "L'eroe di Roncisvalle" su testi di Fracasso. Collabora anche con il periodico Esploriamo dell'Editrice la Scuola per la quale realizza versioni a fumetti di Capitani coraggiosi e de I ragazzi della via Pál. Collabora con gli editori Casarotti affiancando Pietro Gamba nella realizzazione della serie Kinowa. Per l'editrice AVE realizza diverse storie del settimanale Jolly.
Si sposa e dopo il matrimonio si trasferisce a Como e inizia a collaborare con l'editrice francese Éditions Lug per la quale disegna soprattutto, dal 1963 al 1980, la saga di Zembla, scritta da Cesare Solini e con la collaborazione del fratello Fausto Oneta, un tarzanide per cui realizza più di 200 episodi e che diventa popolarissima in Francia e nei paesi francofoni; sempre per la Lug converte in fumetti il cartone animato Oum le dauphin Blanc, ristampato in Italia con il titolo di Zum il delfino bianco. Sempre per la Lug si realizza altre serie come Bozart, Frank Universal, Wingo Scout, Rataplan, Il Piccolo Scout, Il Capitano Nero, Motoman, Fargo Jim, Galaor (con testi di Gianluigi Bonelli), "I leoni delle Termopili" e "La stella a 5 punte".
Lavora anche e per molti anni per Il Giornalino per cui realizza fumetti tratti dai cartoni animati come Il fiuto di Sherlock Holmes e Snorky, la serie avventurosa Ciass Airport e fumetti pubblicitari (Robotix); negli ultimi anni sempre per Il Giornalino ha ridotto a fumetti il film The Pagemaster, ha realizzato numerosi fumetti dei personaggi di Hanna-Barbera.
Per anni realizza inoltre un suo personaggio Olivo lo Sportivo  le cui avventure sono state pubblicate sulla Settimana Enigmistica e su Il Piccolo Missionario. Sulla Settimana Enigmistica pubblica circa dieci mila vignette
Nel 1985 ha collaborato con il programma televisivo della Rai in sei puntate "Natura con rabbia e con amore". 
Per quasi quarant'anni vive e disegna a Desenzano del Garda. Muore l'11 gennaio 2016 all'età di 81 anni a seguito di una malattia.

## Riconoscimenti
All'inizio del 2012 la Città di Desenzano del Garda gli dedica una mostra dal titolo: "Franco Oneta: Viaggio nel mondo dei fumetti e dell'illustrazione tra fantasia e spiritualità".